# بريانا وو
بريانا وو (من مواليد 6 يوليو/تموز 1977) هي مطورة ألعاب فيديو ومبرمجة كمبيوتر أمريكية. شاركت في تأسيس (Giant Spacekat)، وهو استوديو مستقل لتطوير ألعاب الفيديو ، مع أماندا وارنر في بوسطن، ماساتشوستس. وهي أيضًا مدوّنة ومذيعة بودكاست في الأمور المتعلقة بصناعة ألعاب الفيديو.
في عام 2018، ترشحت وو للكونغرس دون جدوى في منطقة الكونجرس الثامنة في ماساتشوستس. بدأت وو حملة ثانية للانتخابات التمهيدية في عام 2020؛ في أبريل/نيسان، أعلنت خروجها من السباق، بسبب إغلاق كوفيد-19 الذي منع الحملات الشخصية.

## النشأة والتعليم
ولدت وو في فيرجينيا الغربية ونشأت في هاتيسبورج بولاية ميسيسيبي على يد أبوين بالتبني. لقد نشأت في بيئة ريادة الأعمال. كان والدها طبيبًا متقاعدًا في البحرية الأمريكية وافتتح عيادته الخاصة، وكانت والدتها تدير سلسلة من الشركات الصغيرة. في عام 2003 التحقت بجامعة ميسيسيبي، حيث درست الصحافة والعلوم السياسية وكتبت لصحيفة ديلي ميسيسيبي، لكنها لم تتخرج أبدًا.

## الحياة المهنية
في سن التاسعة عشرة، أنشأت وو استوديو صغير للرسوم المتحركة لإنشاء حلقة تجريبية من الرسوم المتحركة. ولم ينجح المشروع، مما أدى إلى انسحابها من الكلية والانتقال إلى واشنطن العاصمة للعمل في جمع التبرعات السياسية لعدة سنوات. وعملت لاحقًا كصحفية حتى ألهمها إصدار iPhone للعمل كمصممة رسومية وإنشاء لعبة فيديو .
في عام 2008، تزوجت من فرانك وو، الحائز أربع مرات على جائزة هوغو لأفضل فنان معجب. وفي عام 2010، شاركت في تأسيس شركة Giant Spacekat مع أماندا ستينكويست وارنر. شاركت وو في استضافة البرنامج الأسبوعي Isometric podcast على Relay FM. وتم إطلاق البودكاست في مايو/أيار 2014 ويغطي صناعة ألعاب الفيديو. وفي 18 أبريل/نيسان 2016، تم إنهاء البث الصوتي المتساوي القياس. بدأ نفس المضيفين، بما في ذلك وو، بثًا صوتيًا جديدًا يسمى Disruption على Relay FM، ويغطي التكنولوجيا والثقافة. وفي عام 2020، شاركت هي وسينك أويغور في تأسيس Rebellion PAC، وهي لجنة عمل سياسي تركز على عرض الإعلانات المعارضة لدونالد ترامب ودعم الجهود التقدمية الرامية إلى الحصول على حق التصويت.